# Шошони (Вайоминг)
Шошони (англ. Shoshoni) —  город в штате Вайоминг (США). По данным переписи за 2020 год число жителей города составляло 471 человек.

## История
Город был основан в начале XX века. Он получил свое название в честь индейского племени шошонов, которое обитало в этом регионе. Город стал важным транспортным узлом в период золотой лихорадки, когда многие искатели золота и поселенцы проходили через него.
С развитием железнодорожного транспорта в начале XX века Шошони продолжал расти, становясь центром сельского хозяйства и скотоводства. С учетом своего стратегического положения, он также стал популярным местом для туристов, желающих исследовать местные природные красоты, такие как близлежащие горы и реки.

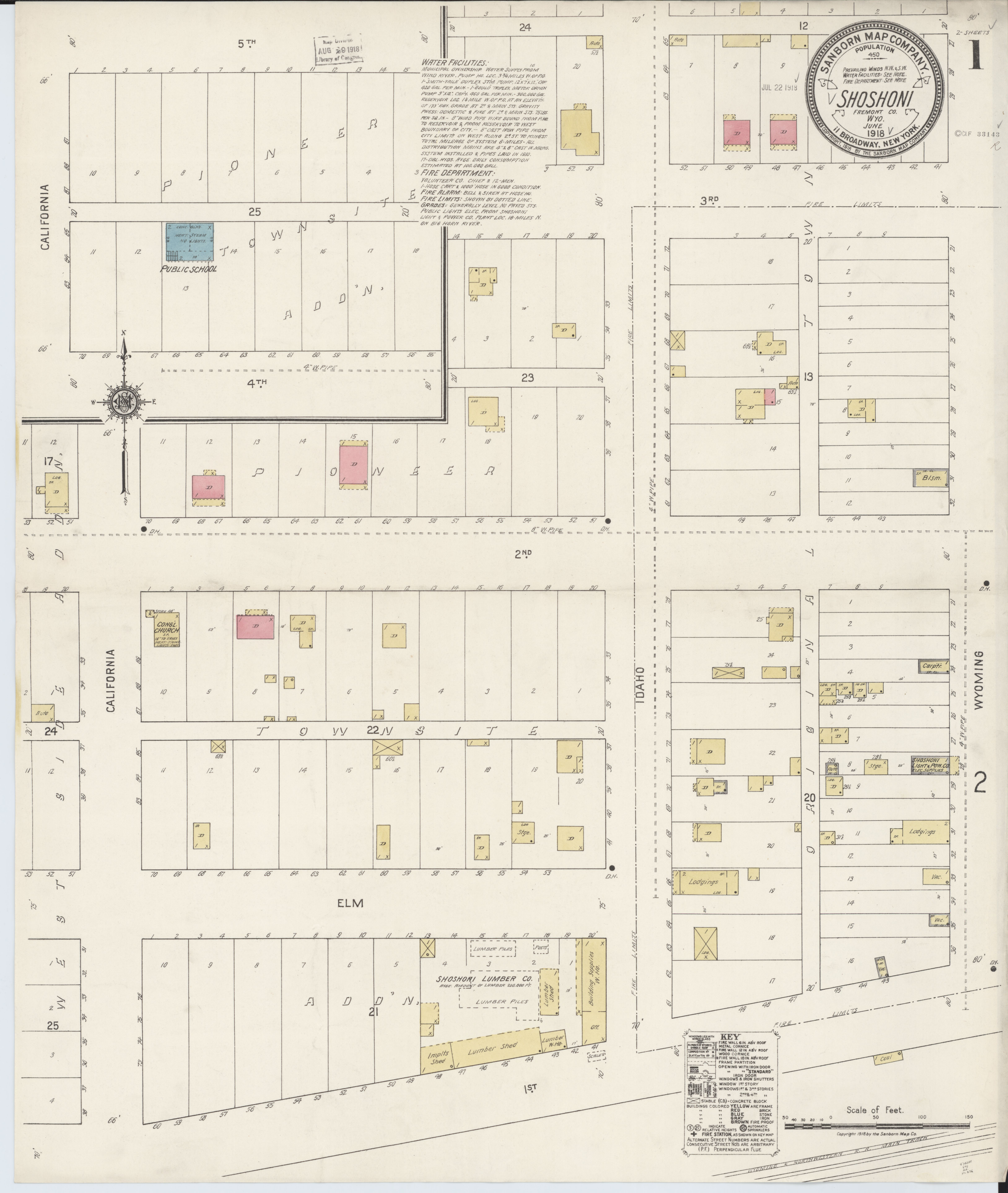
Карта страхования от пожара, 1918 год

## География
По данным Бюро переписи населения США, общая площадь города составляет 9,27 км2.

### Климат
Согласно системе классификации климата Кеппена, в Шошони холодный пустынный климат. Самая высокая температура, зарегистрированная в Шошони, составляла 41 ° C 16 июля 1935 года и 10 июля 1939 года, в то время как самая холодная зарегистрированная температура была -42 ° C 5 января 1942 года.
Ближайший водоём Шошони — водохранилище Бойзен, которое также является местом слияния реки Уинд, Бэдуотер-Крик и Пойзон-Крик.

## Демография
| Год переписи | Нас. |  | %±     |
| ------------ | ---- |  | ------ |
| 1910         | 604  |  | —      |
| 1920         | 561  |  | −7,1%  |
| 1930         | 263  |  | −53,1% |
| 1940         | 226  |  | −14,1% |
| 1950         | 891  |  | 294,2% |
| 1960         | 766  |  | −14%   |
| 1970         | 562  |  | −26,6% |
| 1980         | 879  |  | 56,4%  |
| 1990         | 497  |  | −43,5% |
| 2000         | 636  |  | 28%    |
| 2010         | 649  |  | 2%     |
| 2020         | 471  |  | −27,4% |

## Известные люди

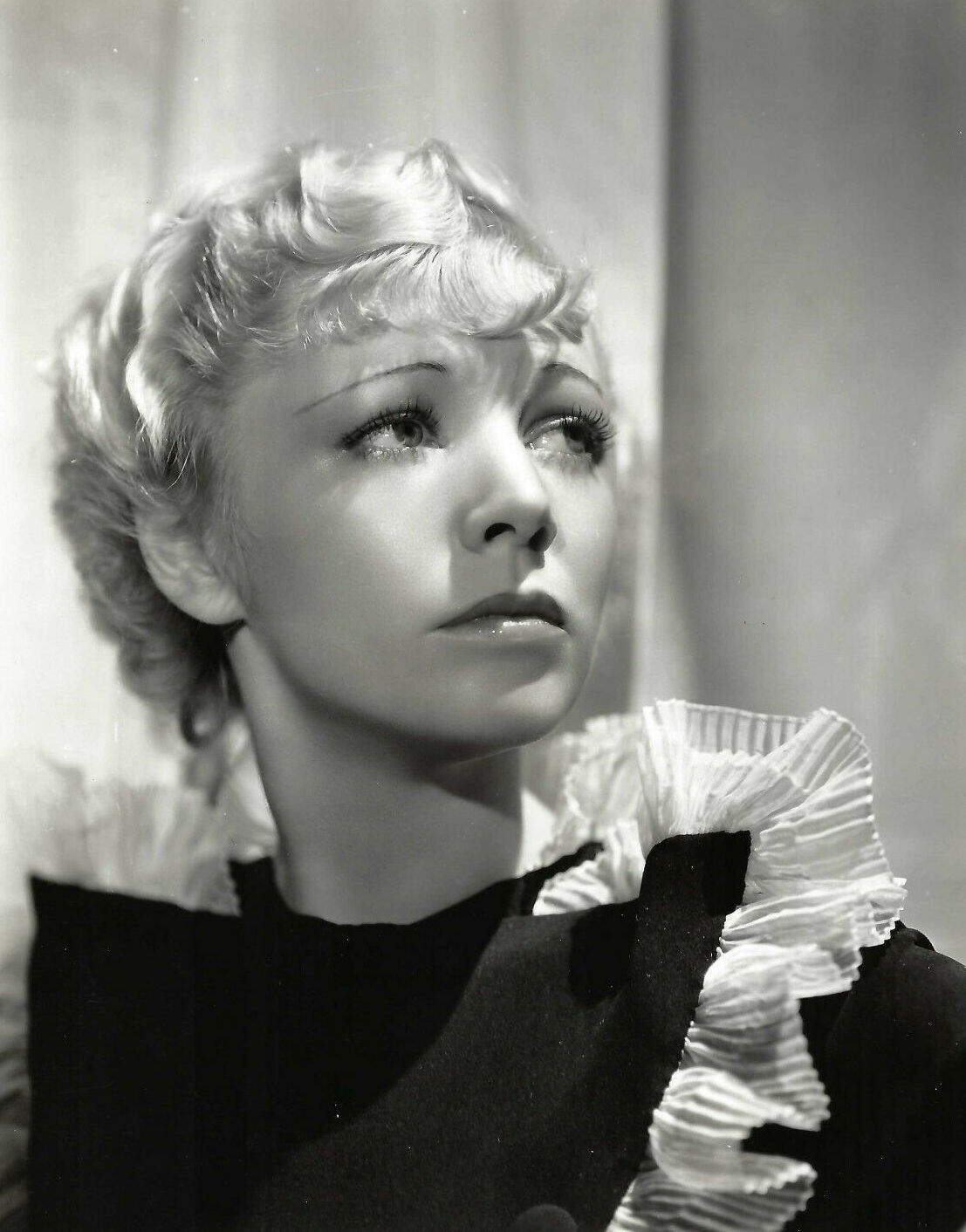
Изабел Джуэлл

Изабел Джуэлл — американская актриса.